# Bulatamai-Barbe
Die Bulatamai-Barbe oder Turkestan-Barbe (Luciobarbus capito), auf Russisch усач туркестанский, Persisch  سس ماهي Sassmahi und in Kirgisistan Кадимки ит мурун genannt,  ist eine große eurasische Barbenart.

## Beschreibung
Die Bulatamai-Barbe unterscheidet sich von anderen Arten der Gattung Barbus und Luciobarbus am Kaspischen Meer dadurch, dass die predorsale Länge die postdorsale übertrifft. Die Rückenflosse besteht aus 8½ verzweigten Flossenstrahlen. Der Fisch hat 12 bis 18 Kiemenplatten. Der Rücken ist zwischen Kopf und Rückenansatz kielförmig zusammengepresst. An der Seitenlinie sind 52 – 72 Schuppen angeordnet. An der Unterlippe fehlt der mittlere Hautlappen. Sie hat folgende Flossenformel: Dorsale 8-8, Anale 5. Um das unterständige Maul sind vier Barteln angeordnet.
Anhand von biometrischen Parametern kann sie eindeutig von anderen Barbenarten unterschieden werden.
Die Bulatamai-Barbe wird in der Regel 65 Zentimeter lang, in Ausnahmefällen sogar bis 105 Zentimeter. Im kaukasischen Kura Fluss in Aserbaidschan wurde ein Fisch dieser Länge mit etwa 15 Kilogramm Gewicht gefangen.

## Verbreitung
Die Bulatamai-Barbe kommt in Osteuropa und Vorder- sowie Zentralasien vor. Man findet sie in Afghanistan, Armenien, Aserbaidschan, Georgien, Iran, Kirgisistan, Kasachstan, Russland, Turkmenistan, Türkei und Usbekistan. Ihr Verbreitungsgebiet reicht vom Kaspischen Becken entlang des Kaspischen Meeres, von der Wolga südlich bis zum Atrak im Iran. Entlang des Aralsees im Amur Darya, Syr Darya und Tschüi in Kirgisistan.

## Lebensweise
Die Art zeigt ein mehr oder weniger ausgeprägtes Wanderverhalten. Ist sie in Stauseen eingeschlossen, kommt diese Verhaltensweise nicht mehr zur Ausprägung. Juvenile wie auch Adulte ernähren sich von Kleintieren, Detritus, pflanzlichem Material und kleinen Fischen, während die Larven sich von Zooplankton und benthischen Invertebraten ernähren. Zur Laichzeit suchen die Fische die Unterläufe von Flüssen auf und laichen auf Sand- oder Kiesboden ab, meistens in sehr starken sauerstoffhaltigen Strömungen. Die nicht wandernden Populationen brechen erst im Spätsommer bis Herbst auf und laichen im Frühjahr des nächsten Jahres ab. Dies geschieht bis kurz vor der Laichzeit in den Nebenflüssen oder in Seen und Stauseen, hier laichen die geschlechtsreifen Tiere auch auf Sand- und Schlammboden ab.

## Nutzen
Die Bulatamai-Barbe ist ein Speisefisch.
Es wird untersucht, inwieweit sich die Fischart für die Teichwirtschaft eignet.

## Schutz
Die Bulatamai-Barbe wird von der Europäischen Union im Anhang II der FFH-Richtlinie geführt und gilt damit als Art von gemeinschaftlichem Interesse, für deren Erhaltung von den Mitgliedsstaaten besondere Schutzgebiete ausgewiesen werden müssen.